# Leptomithrax australis
Leptomithrax australis är en kräftdjursart som först beskrevs av Jacquinot 1853.  Leptomithrax australis ingår i släktet Leptomithrax och familjen maskeringskrabbor. Inga underarter finns listade i Catalogue of Life.